# 霍夫 (法罗群岛)
霍夫是法罗群岛苏德岛东岸的市镇，市镇内只有一个同名村庄。2021年1月时市镇人口数量为97人。霍夫在法罗群岛的历史上经常被提及。
自1980年代起在霍夫开始了三文鱼养殖业。霍夫北部有一些玄武岩柱。

## 教堂
霍夫的木造教堂原先是1862年建于沃格的。1942年教堂搬至霍夫。早在1939年一个新的教堂就建好在沃格，建好之后他们才将老教堂拆下并搬运至霍夫。早在25年之前的1914年他们就承诺把教堂搬至霍夫的。

## 霍夫隧道
2007年霍夫隧道开通。除了连接霍夫村和Øravík村之外，隧道也将苏德岛的南北两半连通。从此就无需开车翻越山岭，特别是冬季时比较危险。现在开车从特沃罗伊里到沃格只需15分钟。隧道长度为2.5公里。

## 图集

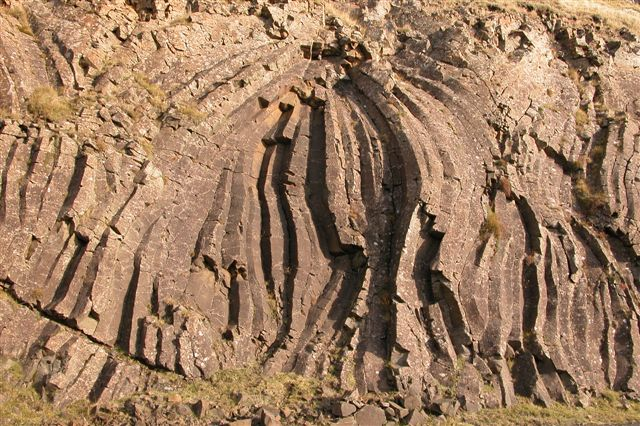
名为“老女人”的玄武岩柱
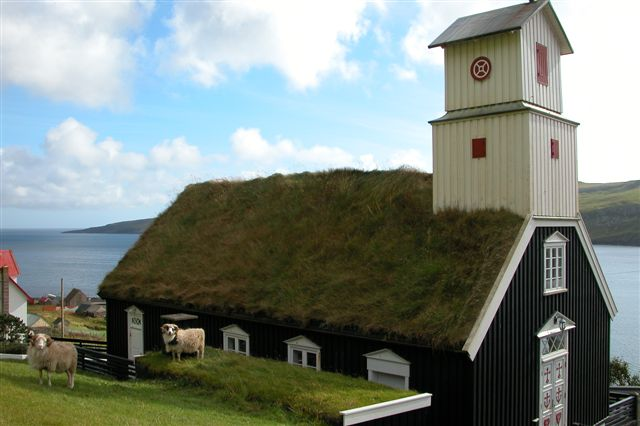
霍夫教堂
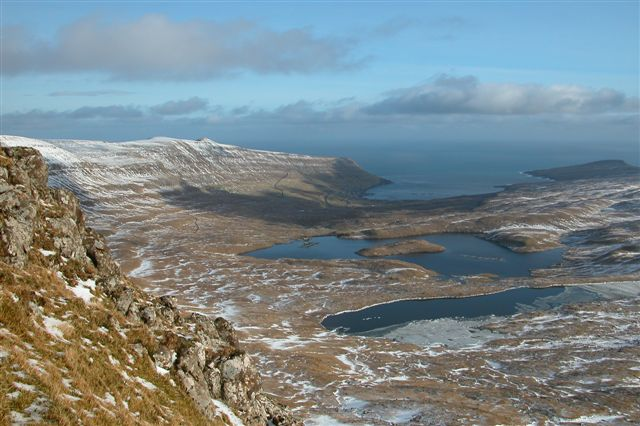
位于村子西边的霍夫峡谷
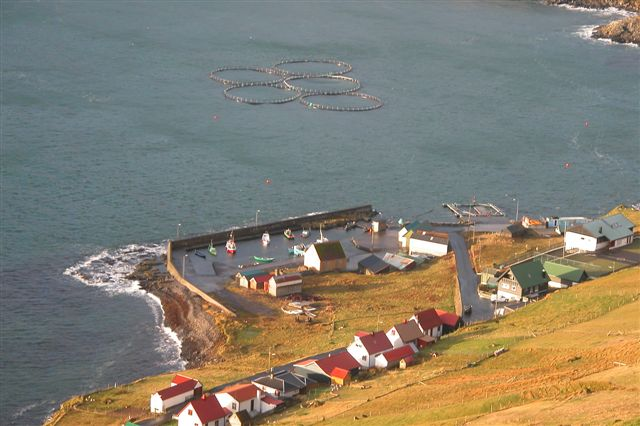
霍夫港口及旧商店
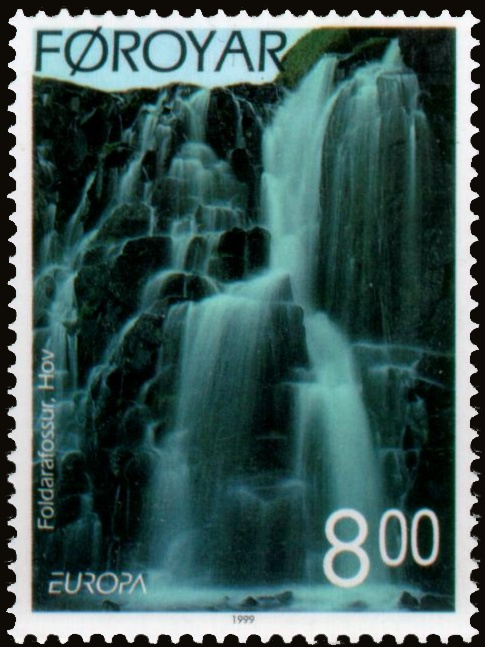
邮票上的瀑布